# حرية الفكر وأبطالها في التاريخ

حرية الفكر وأبطالها في التاريخ (سلامة موسى) 1927

حرية الفكر وأبطالها في التاريخ  كتاب للكاتب والمفكر المصري سلامة موسى صدر عام 1927  في حوالي 160 صفحة. الكتاب مقسم إلى ثلاث أجزاء:
الجزء الأول: حرية الفكر في العصور القديمة
الجزء الثاني: حرية الفكر في العصور الحديثة
الجزء الثالث: في تبرير الحرية الفكرية

## محتوى الكتاب
التسامح - المقدمة
الجزء الأول: حرية الفكر في العصور القديمة
أول القيود - الإغريق والحرية الفكرية - المسيحية والحرية الفكرية - آخر التسامح: يوليان وهيباطية - النزاع بين البابوية والقومية – المانوية - مقام الخلافة في الإسلام - التسامح في الإسلام - ابن حنبل وَخَلْق القرآن - الإسلام والفنون والعلوم - الغزالي والحرية الفكرية - حرية التصوف وقتل الحلاج - الثورة على الإسلام - اضطهاد الفلاسفة - قصة القهوة - الجمهور والاضطهاد
الجزء الثاني: حرية الفكر في العصور الحديثة
إرهاصات النهضة الأوروبية - النهضة الأوروبية – المطبعة – البروتستانتية – أرازموس – رابليه – سوزيني – مونتين – برونو - الدين شريعة - قتال الكاثوليك والبروتستانت – جاليل - نزعة الشك - جلالة الملك فولتير - الثورة الفرنسية - توم بين - القرن التاسع عشر
الجزء الثالث: في تبرير الحرية الفكرية
في تبرير الحرية الفكرية 

## مقتطفات من الكتاب
بدأ الكتاب بترجمة من رواية «التسامح» للمؤرخ والصحفي الهولندي الأمريكي هندريك ويليم فان لون (1882 - 1944) يقول فيها:
"كان أبناء القرية يعيشون هانئين في وادي الجهل السعيد، وحولهم من الشمال ومن الجنوب ومن الشرق ومن الغرب؛ قد ارتفعت هضاب التلال الدائمة. وكان مجرى المعرفة الصغير يسير هوناً في أخدود عميق بال، وكان يتبدد عندما يبلغ البطائح والمنافع. ولم يكن شيئًا يذكر إذا قيس إلى الأنهار، ولكنه كان يكفي القرويين حاجاتهم الوضيعة. وفي المساء عندما كانوا يسقون ماشيتهم، ويملئون جرارهم؛ كانوا يقنعون بالجلوس، ويتطعمون الحياة. وكان "الكبار العارفون" يحضرون من زواياهم المعتمة، حيث كانوا يقضون نهارهم في التأمل في صفحات خفية من كتاب قديم. وكانوا يغمغمون بكلمات غريبة لأحفادهم، أولئك الذين كانوا يؤثرون على غمغمتهم اللعب بالحصى المجلوب من بلاد بعيدة. ولم تكن هذه الكلمات (في كثير من الأوقات) واضحة. ولكن كان قد كتبها قبل ألف عام شعب مجهول؛ ولذلك كانت هذه الكلمات مقدسة. ولأن الناس في وادي الجهل كانوا يقدسون كل شيء قديم فأولئك الذين كانوا يتجرأون على معارضة حكمة الآباء كان جميع الناس الأبرار يتجنبونهم. وهكذا عاشوا في سلام. وكان الخوف يلازمهم، ويتساءلون على الدوام: ماذا يحدث إذا نحن حرمنا من الاشتراك في خيرات الحقل؟ وكانت تتلى عليهم في همس (عندما يخيِّم الظلام في أزقة القرية الصخرية) قصص غامضةُ المعنى عن الرجال والنساء، الذين تجرأوا على أن يشكوا ويسألوا. وكان يقال: إنهم ذهبوا ثم لم يعودوا. وكان يقال: إن عدداً قليلاً حاولوا أن يتسلقوا الهضبة التي تحجب عنهم الشمس ولكن هذه عظامهم البيضاء مطروحة عند سفح الهضبة. وجاءت السنون ومرت السنون وعاش أبناء القرية في وادي الجهل الأمين. ثم من الظلام أقبل إنسان. وكانت أظافر يديه قد تمزقت، وكانت قدماه ملفوفتين بالخرق، وهي حمراء قد تلطخت بالدم بعد مشاق السير الطويل، ووقف على عتبة الباب لأقرب كوخ إليه وطرق الباب. ثم أغمي عليه، فحملوه في ضوء شمعة مرتجف إلى سرير، وفي الصباح تعالم الناس كلهم في القرية "أنه قد عاد".
ووقف الجيران حوله وهم يهزون الرؤوس، وكانوا يعرفون - من قديم أن هذه هي الخاتمة. كانوا يعرفون أن الهزيمة والتسليم ينتظران أولئك الذين يتجرأون على الخروج عن سفح الجبل. وفي إحدى زوايا القرية قعد "الكبار العارفون" يهزون رؤوسهم، وينطقون بكلمات من نار، ولم يكونوا يميلون إلى القسوة، ولكن الناموس ناموس، ولقد خالف هذا الرجل، وأخطأ في معارضة رغبات هؤلاء "الكبار العارفين". والآن يجب محاكمته عندما تبرأ جروحه، وكانوا يرغبون في محاكمته باللين، وكانوا يتذكرون عين أمه، وكان فيها لمعة غريبة كأنَّها تحترق، وتذكروا أيضا المأساة التي وقعت لأبيه إذ ضل في الصحراء قبل ثلاثين سنة. ولكن الناموس هو الناموس، ويجب الخضوع له، وعلى "الكبار العارفين" ألا يفوتهم ذلك. وحملوا هذا السائح إلى السوق، ووقف حوله النَّاس، وهم في صمت الوقار. وكان لا يزال مضعضعاً، قد أضناه التعب والعطش، فأمره "الكبار" أن اقعد، فأبى. وأمروه بأن يلزم الصمت، ولكنه تكلم، ثم أدار ظهره إلى "الكبار" والتفت إلى أولئك الذين كانوا منذ قليل إخوانه، فقال - وكأنه يتضرع إليهم: "أصغوا إليَّ، أصغوا إلي، وابتهجوا؛ لقد ذهبت إلى ما وراء الجبال، وها أنا ذا قد وافيتكم منها، ولقد وطئت قدماي أرض جديدة، وصافحت أيدي أناسا آخرين، ورأت عيناي أشياء عجيبةً. إني حين كنت طفلا كانت حديقتنا هي كل العالم الذي أعيش فيه وكان حول الحديقة من الشمال ومن الجنوب ومن الشرق ومن الغرب هضبات، قد قامت منذ بدء الزمن. وكنت عندما أسأل أحداً: ماذا وراء هذه الهضبات؟ كنت أجاب بهز الرؤوس وبالصمت، وكنت إذا ألححت في السؤال أخذوني إلى العظام البيضاء، عظام أولئك الذين تجرأوا على تحدي الآلهة. وكنت أصيح وأقول: هذا إفك؛ إن الآلهة تحب الشجعان، فكان "الكبار العارفون" يأتون إلي ويقرأون لي من الكتب المقدسة، وكانوا يقولون: إن كل شيء في السماء وفي الأرض مرسوم بالناموس، وإن هذا الوادي (بنص الناموس) لنا، نملكه ونعيش فيه. لنا حيوانه وزهره وثمره وسمكه، نفعل بها ما شئنا، أما الجبال فللآلهة، وما وراء الجبال يجب أن يبقى مجهولا حتى آخر الزمان. هكذا كانوا يقولون، وكان قولهم كذبًا، وقد كذبوا عليَّ كما يكذبون عليكم الآن. إلا أني أقول لكم: إن في الجبال مروجا، وهي مروج ممرعة كأحسن ما رأيتم، وهناك ناس من دمنا ولحمنا، وهناك مدن تزهى بمجد آلاف السنين. وقد عرفت الذي يؤدي بنا إلى وطن أفضل من وطننا هذا، ورأيت وعود الحياة السعيدة، فامشوا ورائي وأنا أقودكم؛ فإن الآلهة تبتسم هناك كما تبتسم هنا وفي كل." ثم سكت فضج الواقفون وعجبوا. وصاح "الكبار العارفون": "زنديق، هذه زندقة ورجس، يجب أن يعاقب، لقد جن، إنه يحتقر الناموس الذي كتب قبل ألف عام، لقد استحق الموت." ثم تناولوا أحجاراً ثقيلة، وشدوا عليه رجما حتى قتلوه. ثم أخذوا جثته فألقَوها عند سفح الجبل، وخلفوها هناك؛ كي تبقى نذيرا يَحذره كل من يشك في حكمة القدماء."
يتابع الكتاب سرد قصة القرية وما حدث من قحط نتج عنه ثورة وخروج أهل القرية لما وراء الهضبات ليكتشفوا أن المرجوم كان على حق.
المقدمة
يوضح سلامة موسى أن: "التَّاريخ يثبت أن معظم الذين باحوا بما في صدورهم مما اعتقدوا حقيقة علمية أو فلسفية أو دينية؛ نالوا من الاضطهاد بالتعذيب أو الحبس أو القتل الشيءَ الكثير، الذي لم يخل منه قرن منذ أكثر من ألفي سنة، فما علة ذلك؟ لم يخل منه قرن منذ أكثر من ألفي سنة، فما علة ذلك؟
العلة الأولى: أن الناس مطبوعون على الكسل والاستنامة إلى ما ألفُوه من العادات الفكرية والعملية، فالإنسان في أحوال معيشته لا يخترع كل يوم، وإنما يجري على عادة أمسه، فيسهل عليه عمله، فإذا ابتدع أحد بدعة جديدة في اللباس أو الطعام أو الغناء أو الشعائر الدينية، أو حتى الأُسلوب الكتابي؛ فإنه يصدمنا لأول وهلة، ويكلِّفنا تفكريًا أو جهدا كنا في غنًى عنه، لولا بدعته.
العلة الثانية: أن المصلحة الماليةَ والمعاشية كثيراً ما تكون متعلقةً بالعادات المعروفة، فتبديلها يضيع على بعض الطبقات هذه المصلحة، فالغني يكره الاشتراكية لمصلحة واضحة، والقاضي الذي يتناول من المال نحو ألف وخمسمائة جنيه كل عام يحكم بالسجن على الخطيب الاشتراكي، ويلذ له النطق بالحكم؛ لأنه لا يرى فيه خصما للعدالة فقط، بل خصماً لشخصه أيضا، فالاشتراكية بدعة تصطدم بمصالح الأغنياء؛ ولذلك ليس الناس أحرارا في البوح بأفكارهم عنها الآن في معظم أقطار العالم.
العلة ثالثة: للتعصب واضطهاد الأفكار الجديدة هي: الجهل؛ فإن الذي يجهل نظرية
التطور، ويؤمن بأن أبا البشر آدم وأمهم حواء؛ يكره كل من يقول بهذه النظرية
الملعونة، والذي يجهل اللغات الأوروبية من شيوخنا يكره كل من لا يقول بأن اللغة
العربية أفصح اللغات وأشرفها، ولا يمنعه من الاضطهاد إلا عجزه.
العلة رابعة: هي الخوف؛ فإن العجوز مثلا قد تؤمن بالأولياء والقديسين، وتتشفع بهم، ولا يمكن (وهي في هذه الحال) أن تطالعها بحرية المناقشة فيما يُعزى إلى هؤلاء الأشخاص من الكرامات؛ لأن خوفها يمنعها من أن تطلق لذهنها هذه الحرية، ومن هنا أيضا تدرك علة تقييد الحرية مدة الحروب؛ لأن الخوف من العدو يزيد وساوس رجال الدولة.
الجزء الأول: حرية الفكر في العصور القديمة
أول القيود:
كان عند الإنسان الأول، كما لا يزال للآن عند المتوحشين، جملة محرمات كلها «طبو ()»، ويواصل موسى توضيح معنى الطبو ويكتب: «فالطبو هو أصل الآداب الأخلاقية، وهو أيضا أول قيود الحرية الفكرية، وقد كان في الأصل يعبر عن نظر علمي فج، لم ينضج، استحال لقلة وسائل التحقيق والعلم إلى عقيدة دينية، فلما ارتقت الأمم بعض الارتقاء، وصارت إلى طبقات؛ نشأت فيها طبقةُ الكهنة السحرة، الذين يعرفون الناس بأنواع الطبو، فزادت أنواع الطبو بذلك جموداً وتعدداً؛ لأنه انضاف إلى قوتها قوةُ مصالح الكهنة، ولا يزال في العقائد الدينية الفاشية الآن أنواع جديدة من الطبو: فالبقرةُ في الهند لا تؤكل عند الهندوكيين، والخنزير كذلك عند اليهود وأول أنواع الطبو هو» الطوطم«؛ أي طائر أو حيوان أو شجرة يحرم على أفراد القبيلة أن يَمُّسوها، أو أن ينظروها، أو أن يأكلوا شيئاً منها، وتعتقد القبيلةُ أن الطوطم هو أصلها الذي تنتمي إليه؛ فله لذلك حرمة. ثم يرتقي الطبو من ذلك إلى أن يصير نواهي أدبية، تنهى الناس عن بعض الأفعال».
الإغريق والحرية الفكرية:
الإغريق هم أول أمة نزعت نزعة علمية، وقد ساعدها على ذلك شيئان، أولهما: أنها لم تكن تؤمن كاليهود بإله واحد قادر على كل شيء؛ إذ كانت آلهتها عديدة، وكانت ذات صفات إنسانية، تنتصر وتنهزم وتعجز عن تحقيق أغراضها؛ ولذلك لم يكن لها السلطان القاهر الذي كان لإله اليهود مثلًا، والثاني: أن ديانة الإغريق لم تصبح في وقت ما شريعة؛ وذلك لأنه إذا كان دينها شريعة التعامل فإنه عندئذ يصير جزءًا ملتحما بالحكومة والقضاء، فيدمغهما بالجمود، ويحول دون حرية الفكر وتطور الأمة المدني؛ لأن التطور هو التبدل والتحول، والدين هو غالبًا التقاليد التي لا تتبدل ولا تتحول
المسيحية والحرية الفكرية:
إن الدين في ذاته لا يمكن أن يَضطهد. إنما الذي يضطهد هو السلطة القائمة على تطبيق الدين أو المستعينة بالدين؛ فهناك طائفةٌ من الناس تضطهد الناس باسم الدين، وقد تكون هذه الطائفة من رجال السياسة أو من رجال الدين. إن هناك ميدانًا لا يمكن الحاكم أن يمارس فيه سلطانه، وهذا هو ميدان الفضائل، وخاصة عقائد الشخص الدينية، فإن الإجبار هنا لا يثمر سوى النفاق، والتمذهب بمذهب لا يقوم إلا على الغش
إذن فالخير للحاكم أن يتسامح مع جميع العقائد؛ لأنه بالتسامح يمكن تجنب النزعات المدنية. فإن الله نفسه قد أبدى رغبته واضحة في أن تكون لنا عدة أديان، والله وحده قادر على أن يميز بين الطرق التي يتبعها الناس ؛ لكي يدركوا الحقائق الخفية والربانية
آخر التسامح: يوليان وهيباطية:
وقد كان القرن الرابع هو القرن الذي يفصل بين عصرين قديمين كلاهما مخالف للآخر، بل كلاهما نقيض للآخر؛ فقبل هذا القرن نجد نحو ٨٠٠ سنة من التفكير الحر الجريء في الأدب والسياسة والعلوم والفلسفة، تعيش كلها في ظل الوثنية، تسيطر عليها جوقة من الآلهة، تتسامح أحيانًا في الآراء الجديدة وأحيانًا تعجز عن مقاومتها
النزاع بين البابوية والقومية:
الحقيقة أن النظام الاجتماعي أو الديني لا يقوم بنية صاحبه ومؤسسه، بل بأثره في الهيئة الاجتماعية. والبابوية والخلافة كلتاهما من أثر المسيحية والإسلام، وإن لم يكونا من أبناء المسيح أو محمد، وإذا كان لوثر قد أنكر البابوية، وعلي عبد الرزاق قد أنكر الخلافة؛ فكلاهما يفعل ذاك بصفته رجل دين، لا بصفته رجل تاريخ
وللبابوية أثر كبير في أوروبا، لا يمكن المؤرخ لحرية الفكر أن يتجاهله؛ فقد كان أسقف رومية في القرون الثلاثة الأولى من المسيحية لا يمتاز من سائر أساقفه المدن الكبرى في الإمبراطورية بشيء، فلما انتقلت عاصمة الإمبراطورية من رمية إلى القسطنطينية، في القرن الرابع، أصبح أسقف رومية أكبر رئيس في العاصمة القديمة، ولا يزال البابا يوقع تواقيعه الآن باسم «أسقف رومية»
المانوية:
نحن نذكر الأديان لعلاقتها بالاضطهاد، وتقييد الحرية الفكرية فقط، وقد ظهرت «محكمة التفتيش» أول ما ظهرت في أوروبا بسبب العقائد المانوية التي تسربت إلى المسيحية كما تسربت بعد ذلك إلى الفرق الإسلامية. وتعتبر محكمة التفتيش هي أول أداة منظمة للعقاب ظهرت في المسيحية، ويرجع تأسيسها إلى العقائد المانوية، ورغبة رجال الكنيسة الكاثوليكية في تجريد الدين منها. ويبدو لمن تأمل المانوية أن ماني كان يقصد إلى إيجاد وفاق عام بين الناس بالتوفيق بين أديانهم جميعا
مقام الخلافة في الإسلام:
يمتاز الإسلام من سائر الأديان بأنه ليس له كهنة سوى كاهن واحد هو الخليفة، ولست في قولي هذا أجهل المحاولات الشريفة التي حاول بها كتَّاب عصريون أن يجعلوا الخلافة منصبًا مدنيٍّا فقط؛ فإن الذي يبعثهم على ذلك بواعث شريفة، ولكنها تُخالف التاريخ، فالواقع أن الخليفة حاكم مدني وديني معًا. في معظم حوادث الاضطهاد الديني نجد أن رجل الدين يتعلل بالدين وغايتُه في الحقيقة السياسةُ، ولولا المصلحة السياسية أيضًا لَبقي الدين معتكفًا منعزلا وحده في جامع أو صومعة، فقد تسمع أن ريتشارد قلب الأسد صادر أموال اليهود في إنكلترا، يتعلل في ذلك بأنهم يهود كفار، وفي الوقت نفسه ينتفع بأموالهم في الحروب الصليبية. وكذلك الحال في كل اضطهاد تقريبًا نزل باليهود، الأصل فيه هو السياسة والوسيلة هي الدين؛ ولذلك نجد أن النظر الديني لليهود والنصارى يختلف باختلاف الزمان والمكان؛ أي باختلاف النظر السياسي، فقد قضت السياسة على عمر بن الخطاب أن يمحو النصرانية واليهودية من جزيرة العرب فمحاهما
قضت السياسة أيضًا على مسلمي الأندلس بأن يتسامحوا مع النصارى فبلغ من تسامحهم أن جعلوا يوم الأحد يوم البطالة، وأذنوا للمبشرين بالنصرانية بالوقوف على أبواب الجوامع لدعوة المسلمين إلى النصرانية، وكان أمراؤهم يتخذون هيئة الأمراء النصارى في اللباس ويصاهرونهم. وكذلك نرى من التسامح في مصر شيئًا كثيرًا، حتى كان أمراء مصر وخلفاؤها يستوزرون الأقباط. وقيمة هذا التسامح تزداد وضوحا عندما نقابله بالمعاملة التي لاقاها المسلمون واليهود على أيدي الإسبانيين الذين استأصلوهم من إسبانيا بعد أن فتكت بهم محكمة التفتيش
التسامح في الإسلام:
من أحسن الكتب التي وضعت في اللغة العربية في بدء هذا القرن كتاب «ابن رشد وفلسفته» الذي ألَّفه فرح أنطون؛ فهو أول كتاب ظهر في اللغة العربية يدافع عن حرية الفكر والتسامح الديني.
ابن حنبل وخْلق القرآن:
في عصر المأمون والمعتصم (وهما من خلفاء الدولة العباسية) ظهر القول بخلْق القرآن، وحمل الناس على هذا القول، وضرب المخالفون وعذبوا، وكان ابن حنبل إماما عظيماً من أئمة المسلمين، سِئل عن رأيه في هذه البدعة فأنكرها، فضربه المعتصم وحبسه وعذبه وهو مصر، وبقي على إصراره حتى مات.
الإسلام والعلوم والفنون:
كان المسلمون إحدى حلقات الاتصال بني الإغريق القدماء وأوروبا الحديثة، نقلوا علوم الإغريق وفلسفاتهم إلى العربية، إما من الإغريقية مباشرة وإما من السريانية، وامتاز العرب عن الإغريق بنزعة علمية في العلوم .... أما من حيث الأدب وفنونه جميعها فإن العرب قصروا تقصريًا شنيعا، وبعض هذا التقصير قد يرجع إلى الدين الذي قيدهم، ومنعهم من الانبعاث لمطالبه. فإن العرب تقيدوا من البدء بالقرآن، فلم ينقلوا شيئًا من الأدب الإغريقي للإشارات الوثنية التي فيه عن الآلهة والمعابد، ثم كانت الروح البدوية سائدةً أيضًا وطغت الفنون الجميلة؛ لأن البدوي يكره بطبيعته جميع ضروب الترف والحضارة، وهو نفسه يعيش في صحراء، لا يحتاج إلى فُنون الحضارة من عمارة وتصوير ونقش؛ ولذلك حرم التصوير كما حرمت صناعة التماثيل، وصار الغناء والموسيقي لهوًا يتلهى به السكارى، وبلغ من احتقارهما أن منعت شهادة المغني والموسيقي أمام القاضي.
الغزالي والحرية الفكرية:
كانت تتنازع الإسلام في الوقت الذي نشأ فيه الغزالي نزعتان الواحدة سنِّية ومكانها بغداد، ومركز ثقافتها المدرسة النظامية، والأُخرى شيعية ومكانها الأزهر في القاهرة، ونشأ الغزالي فوجد العالم الديني مقسوما تتنازعه هاتان .... يرى القارئ أن الغزالي يفهم ما يقول تمام الفهم، ويحكم على من يخالفه في رأيه الديني بالزندقة، ويجزم في حكمه، والمسافة بين الحكم بالزندقة والحكم بالقتل قريبة جدا".
حرية التصوف وقتل الحلاج:
انتشرت هذه الأفكار الصوفية بين المسلمين، ونشأت فرق إسلامية عديدة غايتها التوفيق بين المذاهب الإسلامية والنزعات الصوفية، وامتزجت الأغراض السياسية بالأغراض الدينية، وصارت الدولة تنشأ وتهدم بقوة هذه الفرق. ورأى خلفاء بغداد أن المبالغة في التصوف خروج من الإسلام، وزعزعة للدولة القائمة عليه، فكانوا لذلك يضطهدون المتصوفين ولنضرب مثالا على ذلك معاملة الخليفة المقتدر للحلاج،" ويواصل موسى رواية اجتماع قال فيه الحلاج في حضور كبار رجال الدولة: "ظهري حمى ودمي حرام، وما يحل لكم أن تتقولوا علي ... وأنا اعتقادي الإسلام، ومذهبي السنة، وتفضيل الأئمة الأربعة الخلفاء الراشدين وبقية العشرة من الصحابة رضوان الله عليهم أجمعين ولي كتب في السنة؟! فالله الله في دمي"، وأمر المقتدر حسب وصف موسى: "بضربه ألف سوط، فإن مات من الضرب وإلا ضربه ألف سوط أخرى، ثم يضرب عنقه، فسلمه الوزير إلى الشرطي، وقال له ما رسم به المقتدر وقال: إن لم يتلف فتقطع يده ثم رجله، ثم تحز رقبته، وتحرق جثته".
الثورة على الإسلام:
نرى في تاريخ الفرق الإسلامية من حيث منشأها وأغراضها، أنها تنقسم قسمين: فمنها تلك الفرق التي لم تكن ترمي إلى أبعد من الغاية الدينية والتصوف، وتتغذى من الأديان الأخرى، كالمسيحية والمانوية والفلسفات الإغريقية ومنها تلك الفرق الأخرى التي تسترت بالدين، وكانت ترمي منه إلى غاية سياسية؛ لأن دعاتها عرفوا أن الدعاية السياسية إذا لم ترتكز على دعائم الدين لم تثبت أمام الخلافة ولكننا نرى شيئًا عجيبًا في بعض هذه الفرق، وهي أنها نزعت إلى الإلحاد وإلى هدم الإسلام؛ فالقرامطة لا يمكن أن نشك في أنهم أرادوا هدم الإسلام حين عاثوا في دولة العباسيين في العراق، وحين هدموا الكعبة، ونقلوا الحجر الأسود من مكانه. وكذلك لا يكاد يشك الإنسان في أن دار الحكمة، التي أسسها الحاكم بأمر الله بالقاهرة، كانت تعلم الناس الإلحاد، ولكن، مع تسليمنا بذلك، يبقى عندنا شك في النية الباعثة لتعلم الإلحاد، فإذا كانت هذه النية سياسية غايتها تأسيس دولة، فإنه لايكاد يُعقل أن هناك رجلاً ينوي تأسيس دولة على أساس من الإلحاد؛ لأن الدين يدعم الدولة والإلحاد يهدمها. وإذا فرضنا أن القرامطة أرادوا الهدم، واعتمدوا على الإلحاد؛ فكيف نعلل تأسيس دار الحكمة بالقاهرة ومؤسسها خليفة، خلافتُه قائمةٌ على هذا الدين الذي يريد أن يهدمه؟
اضطهاد الفلاسفة:
وليس يتسع المقام لسرد أخبار العلماء الذين اضطهدوا؛ لحريتهم الفكرية، وإنما نقنع باثنين أحدهما ابن رشد في الأندلس بقرطبة، والثاني السهروردي في سوريا بحلب.
قصة القهوة:
سنروي محاولات الفقهاء في مكة والمدينة والقاهرة في تحريم القهوة تحريما يستند إلى الدين كما حرم لحم الخنزير، وروايتنا منقولةٌ عن كتاب لعبد القادر محمد الأنصاري من أهل القرن العاشر للهجرة، وسنترك المؤلِّف يروي القصة بلسانه، وكل مهمتنا اختصار الكتاب في جملة صفحات، فإننا سنحذف ولكننا لن ننقح، قال المؤلف: "اعلم أن القهوة هي الشراب المتخذ من قشر البن أو منه مع حبه المجحم؛ أي المقلي، فمن قائل بحلها، يرى أنها الشراب الطهور المبارك على أربابها، الموجبة للنشاط والإعانة على ذكر الله تعالى، وفعل العبادة لطلابها، ومن قائل بحرمتها، مفرط في ذمها والتشنيع على شرابها وكثر فيها من الجانبين التصانيف والفتاوى، وبالغ القائل بحرمتها، فادعى أنها من الخمر، وقاسها به وساوى، وبعضهم نسب إليها الإضرار بالعقل والبدن، إلى غري ذلك من الدعاوى والتعصبات المؤدية إلى الجدال والفتن، وحصول ما أدى إلى منازعات ومحن
بمكة والقاهرة، والمنع من بيعها، وكسر أوانيها الطاهرة، بل إلى تعزير باعتها بالضرب وغيره من غير حجة ظاهرة، وإلى تأديبهم بضياع مالهم، وإحراق القشرة المتخذة منه في كرات متواترة، وبالغ الذام لها أن شاربها يُحشر يوم القيامة ووجهُه أسود من قعور أوانيها، وكثر التقاطع والتدابر بين الفريقين والذم لمن يعانيها".
الجمهور والاضطهاد:
موضوع هذا الكتاب هو اضطهاد الحكومات للناس، ولكن قد يكون الجمهور هو الباعث للحكومة على الاضطهاد كما رأينا في الأندلس، وقد يعمد الجمهور أيضا إلى أن يأخذ الأمر بيده مباشرة، ويضطهد الخارجين على عاداته في الدين أو غير الدين، في حين تكون الحكومات متسامحة، راضية بوجود هؤلاء الخارجين.
الجزء الثاني: حرية الفكر في العصور الحديثة
إرهاصات النهضة الأوروبية: الإرهاص لفظةٌ شرعية، معناها تلك الخوارق أو الكرامات التي يأتيها النبي قبل أن تبلغ نبوته سن الرشد؛ أي قبل أن يستتم حقوق الدعوة إلى دينه الجديد«، يتعرض سلامة موسى إلى: نظرة على القرون الوسطى في أوروبا .... النهضة الأوروبية لم تكن نهضة دينية فقط، بل كانت نهضة أدبية وعلمية أيضا»
النهضة الأوروبية: شملت النهضة الأوروبية جملة مناحي النشاط الفكري، فقد كان لسان حال الناهضين في الدين يقول: «انشدوا الحق في الكتاب المقدس، ولا تبالوا بالكهنة والكنيسة». ولسان حال الناهضين في الأدب يقول: «انشدوا الحقيقة في كتب القدماء، وخاصة الإغريق، ولا تبالوا بالكتاب المقدس». ولسان حال الناهضين في العلم يقول: «دعنا مما حفظناه عن أرسطوطاليس وجالينوس، واعمد إلى بوتقتك، وجرب وخذ مشرطك وشرح».
المطبعة: اعتدنا رؤية الكتب والصحف، نقتنيها ونقرأها، بل نطرحها لكثرتها ولقلة أثمانها، حتى لَيكاد يتعذر علينا أن نتصور زمنًا كان يعيش فيه الناس بلا كتب أو صحف مطبوعة.
البروتستانتية: نجحت البروتستانتية؛ لأنها جاءت في وقت كان قد آن فيه أن تنجح، فقد خرج قبلها كثيرون على رومية، طوائف وأفرادا، ولكنهم لم ينجحوا؛ لأن الزمن لم يكن قد نضج.
كتب سلامة موسى: «في بضعة فصول تالية سنُترجم لحياة طائفة من زعماء التفكر»، وعرض لكل من: أرازموس - رابليه - سوزيني - مونتين - برونو.
الدين شريعة:
كتب موسى: «ليس هذا الكتاب دعوةً إلى كراهية الدين ... إن الدين يؤذي الناس إذا كانت الحكومة تسومهم إياه؛ لأنه يقف حاجزا دون حرية التفكير وحرية الاعتقاد، وليس إنسان يستطيع أن يعيش بلا دين ما لم يكن أبله أو مغفل».
قتال الكاثوليك والبروتستانت. عندما نقرأ الآن الصحف نجد أن معظم الأخبار خاصة بالرأسمالية والاشتراكية والشيوعية، وبإضرابات العمال والتعاون والنقابات ونحو ذلك، وكلها تدل على أن
المسائل الاقتصادية هي الشغل الشاغل لأذهان الساسة الآن ولكن الحال كانت تختلف عن ذلك في القرنين السادس عشر والسابع عشر، فإن الذي كان يشغل الأذهان في ذلك الوقت هو المسائل الدينية.
جاليل (أو جاليليو): انعقدت محكمة التفتيش سنة 1633، وحكمت عليه بالسجن ثلاث سنوات، وأن يتلو المزامير السبعة مرة كل أسبوع، وأن ينكر كل ما قال.
نزعة الشك: القرن السابع عشر هو قرن الشك، نشأ فيه طائفة من العلماء والفلاسفة ينكرون طرق القدماء، ويقولون بالتجربة، ويدعون إلى الشك في الحقائق المزعومة حتى تجرب، وإلا فلا يجوز الإيمان بها. وأبطال هذه النزعة هم: بيكون - ديكارت - سبينوزا - هوبر - لوك.
جلالة الملك فولتير: يُحكى عنه أنه قال مرة: "وما عليَّ إذا لم يكن لي صولجان؟ أليس لي قلم؟ وقد حق لفولتير أن يفاخر بقلمه كما يفاخر الملك بصولجانه؛ لأنه إذا كان للملوك ملك فلفولتير ملكوت، وإذا كان لكل ملك رعية مؤلفة من جميع الطبقات فلفولتير رعيةٌ راقية، مؤلَّفة من رجال الذهن في جميع أنحاء العالم.
الثورة الفرنسية: أخبرُ الناس بالثورات وأعرفُهم بطبيعتها هم الروس؛ ولذلك يجب أن نعرف الثورة هنا بقلم أحد كتَّاب الروس.
توم بين: ويُعرف «بين» بكتابين أولهما «الفهم» وثانيهما «عصر العقل» وكلاهما يعمل للحرية الفكرية؛ فالأول: حملةٌ عنيفةٌ على مبدأ الملوكية ودعوة إلى الأمريكيين؛ لكي ينفصلوا من إنجلترا، ويؤسسوا جمهورية.
القرن التاسع عشر: القرن التاسع عشر هو القرن الذي استقرت ورسخت فيه الحرية الفكرية؛ فإنه ولِد في حجر الثورة الفرنسية، التي شرعت تنكر كل التقاليد الدينية، وتخترع الآلهة اختراعا.
الجزء الثالث: في تبرير الحرية الفكرية
النهضة الفكرية الحاضرة في مصر ترجع إلى عهد إسماعيل، ولا يكاد يكون لها علاقة بنهضة محمد علي؛ إما لأن نهضة محمد علي كانت ناقصة في ذاتها، كسقط الإجهاض، لم تستقر فيها عوامل النمو، قائمة على أفراد من الشركس والأتراك، وإما لأن عباس وسعيد قد قطعا الصلة بين نهضة محمد علي وبني نهضة إسماعيل ... العلوم العمرانية والأخلاقية والشرعية والدينية كلها لا تزال متأخرة؛ لأن الناس ليسوا أحرارا في الكلام عنها ومناقشتها، فنحن إذا قابلنا علم الكيمياء اليوم بما كان عليه أيام سليمان الحكيم لَوجدنا فرقاً هائلا يكاد يكون كالفرق بين الطفل الذي يلعب بالنار وبين معارف مهندس يدير قاطرة، ولكن الفرق بيننا وبين سليمان الحكيم في الآراء الدينية أو الأخلاقية أو حتى العمرانية؛ لا يزال صغرياً جداً، أو قد لا يكون هناك فرق أصلاً.

## نقد وتعليقات
كتبت فاطمة حافظ على موقع إسلام أون لاين: «طرحت قضية حرية التفكير والإبداع أول ما طرحت خلال العقد الثاني من القرن الماضي حين أصدر علي عبد الرازق كتابه» الإسلام وأصول الحكم«، وتبعه طه حسين بكتاب» في الشعر الجاهلي«، وعلى إثر الملاحقة القضائية للرجلين ومصادرة كتابيهما وضع سلامة موسى كتابه» حرية الفكر وأبطالها في التاريخ«، ولم تكد تمر أشهر على أزمة كتاب الشعر الجاهلي، وساق خلاله نماذج لمفكرين اضطهدوا في ظل الحضارة الإسلامية .... تبع سلامة موسى في دعواه كثيرون من الشرق والغرب كرروا ما ذهب إليه من اضطهاد المفكرين والفلاسفة، وبالإمكان النظر إلى هذا الادعاء من ثلاث مستويات مختلفة؛ المستوى التاريخي وأناقش خلاله بعض العوامل التاريخية التي أفضت إلى التنكيل بالمفكرين وعلى الأخص ظاهرة الزندقة وما أفضت إليه من تداعيات على مستوى حرية التفكير والتعبير، والمستوى التمثيلي المتعلق بمعاناة بعض المفكرين وأسوق مثالا لذلك بالفيلسوف ابن رشد، وأخيرا مستوى علاقة رجال الشريعة بالتنكيل الذي طال بعض المفكرين».
كتبت هبة أبو كويك على موقع أراجيك في 15 أغسطس 2020: «تبعًا لما يرويه سلامة موسى في كتابه» حرية الفكر وأبطالها عبر التاريخ«، فقد عرف الإنسان الأول جملة من المحرمات» تابو«كانت هي أصل الآداب الأخلاقية، وأول قيود الحرية الفكرية. فالخنزير مثلًا يجب ألا يمس، وبعض الحيوانات يحرم قتلها وصيدها .... أميل إلى قول سلامة موسى:» لا يبرر الحرية الفكرية سوى منفعتها، ولا يبرر تدخل الحكومة ومنعها للناس من حرية التفكير سوى حقها في الدفاع عن النفس، وحماية الجمهور من أذى مباشر«، اختلف الناس في أفكارهم منذ القدم، وسيبقى هذا الصراع قائم كسنة كونية، تدفع بعجلة الحياة نحو التقدم والبناء وإن كان ظاهرها الهدم والتخريب».
كتبت بتول حسن على موقع الأيام السورية في 24 يناير 2021 مقال تحت عنوان «سلامة موسى.. ضرورة الخلاص من أسر الفكر الغيبي» جاء فيه: «كان يرى أن تحرير الطبقات المطحونة من العبودية الأولى، عبودية الوهم والخرافة، سوف يؤدي إلى تحرير تلك الفئات من العبودية الثانية، عبودية الاستغلال الطبقي»، ورأت الكاتبة أن سلامة موسى: «يلح إلحاحا شديدا ومركزا على ضرورة الخلاص من أسر الفكر الغيبي».
كتبت مجلة الدوحة في 2012 مراجعة لكتاب سلامة موسى «حرية الفكر وأبطالها في التاريخ» جاء فيها: «في كتاب عمره 85 عاما يطرح المفكر المصري سلامة موسى أفكارا صالحة لقراءة بعض جوانب الحياة العربية المعاصرة عن علاقة نظام الحكم بالدين والتعصب الديني واضطهاد البعض بسبب ما يؤمنون به من أفكار صادمة في البداية إلا أنها» تفوز في النهاية ويستفيد منها حتى أعداؤها ... ويوضح موسى أن الاضطهادات التي وقعت باسم أي دين في التاريخ ليست» عيبا على الدين في ذاته«ولكنها شهادة تاريخية على ما يمكن أن يفعله الحاكم حين يسخر الدين لأغراض سياسية ... يفسر كيف ضحى ألوف البشر وأريقت دماؤهم في كل العصور من أجل أفكار جديدة بشروا بها».
كتب كريم الهاني في 10 ديسمبر 2019 على موقع مرايانا: «إن حرية الفكر؛ هي حرية البوح بالقول أساسا! لذلك تقترن اليوم حرية الرأي بالتعبير. لا رأي دون التعبير عنه ... يؤكد سلامة موسى، وأكثر من استعملو الدين سلاحا. فلربما ينزع رجل الدين إلى الزهد، لكن رجل الدولة يحتاج إلى الدين ليخيف به العامة من الناس، ومن ثم فالدين يزيد سلطانه».
كتب الفاتح إبراهيم أحمد على موقع الأنطولوجيا في 5 أكتوبر 2019 وهو يروي عن الأديب السوداني معاوية محمد نور وهجومه على كتاب «حرية الفكر وأبطالها في التاريخ» قائلاً: «وكتاب سلامة موسى «حرية الفكر وأبطالها في التاريخ» الذي كتب عنه بعض النقاد فأسماه» كتاب السنة وما إلى ذلك من مثل هذا الهراء المحصن، مأخوذ من كتاب تحرير الإنسانية للأستاذ» فان لون«وتاريخ الحركة الفكرية لمؤلفه» ج ب بري«فأي فضل له سوى فضل الترجمة والنشر؟».

## وصلات خارجية
https://marayana.com/laune/2019/12/09/12931/ حرية الفكر وأبطالها في التاريخ
https://www.goodreads.com/ar/book/show/7703385 حرية الفكر وأبطالها في التاريخ
https://www.alayam.com/alayam/Variety/251657/News.html حرية الفكر وأبطالها في التاريخ